# 태양로

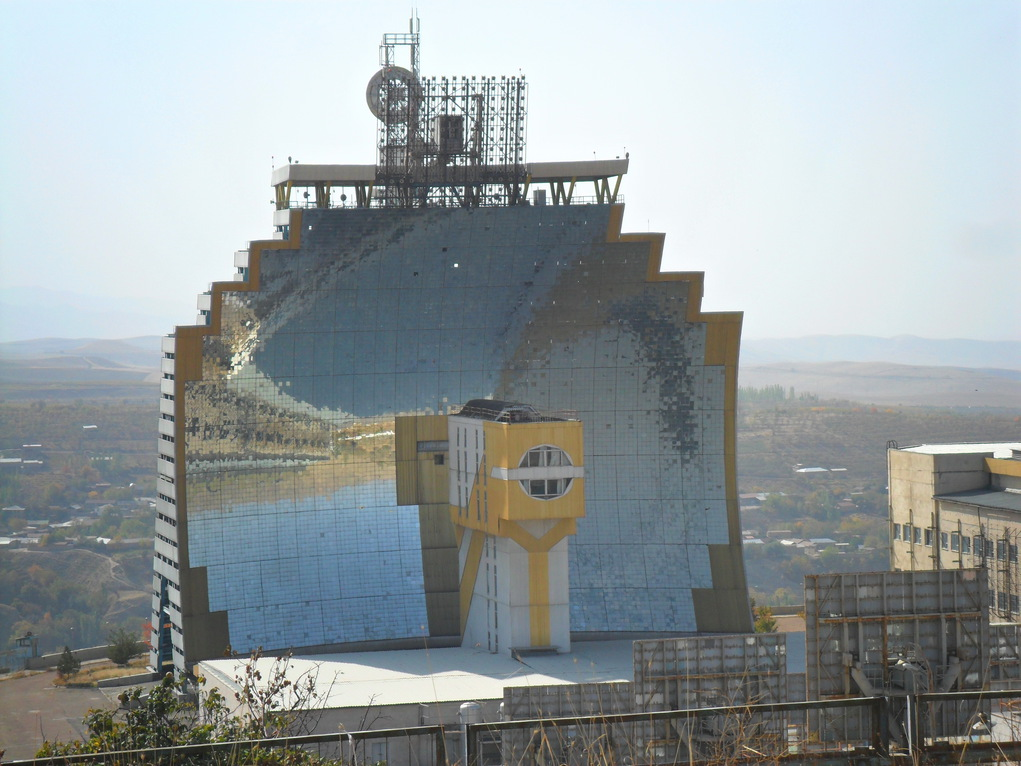
러시아가 건설한 우즈베키스탄 태양로

태양로(Solar furnace)는 태양열을 거울로 집중시켜, 그 열로 발전을 하는 태양열 발전소다.

## 역사
세계 최초의 타워형 태양열 발전소는 스페인의 산루카르 태양열 발전소이다. 규묘는 축구장 250개 규모로, 발전소에서 생산되는 300MW의 전기가 세비야 시내를 밝힌다. 이 발전소는 낮에만 가동되는 발전소가 아니라 에너지 저장 탱크를 이용해 밤에도 전기를 내보낸다.

## 내열소재
대기권 재진입에 견디는 초내열 타일을 개발하기 위해서는 적어도 우주왕복선이 대기권으로 들어올 때 우주선이 받는 내열 온도보다 높은 약 2000∼3000도, 지속시간 3∼5분의 조건에 맞춰 실험해야 한다. 이 조건을 맞출 수 있는 유일한 장비가 바로 태양로이다. 미국은 프랑스의 오데이오의 프랑스 국립과학연구센터(CNRS)에 있는 1000㎾급 태양로(en:Odeillo solar furnace)를 독점 활용하는 계약을 통해 초내열 타일의 성능을 실험할 수 있었지만 구소련은 태양로를 소홀히 하는 바람에 우주왕복선에서 가장 중요한 내열 타일 개발에 늦어지게 됐다. 물론 구소련이 7년이라는 빠른 시간 안에 우주왕복선을 발사할 수 있었던 것도 그 중요성을 알고 우즈베키스탄에 세운 대형 태양로 덕택이다. 이는 프랑스 오데이오의 태양로를 모방한 것이었다.
2011년 6월 19일, 한국에너지기술연구원(원장 황주호)은 기존 난방 및 급탕용으로만 이용하던 태양열을 이용해 미래의 에너지원이라 불리는 수소를 생산하는 `초고온 고집광 태양로` 기술을 개발했다고 밝혔다. 이번에 개발된 기술은 태양광을 1만 배로 모아서 얻은 2200°C 이상의 고온으로 수소를 생산하는 기술로 미국, 프랑스, 스위스, 스페인에 이어 전 세계에서 5번째로 개발된 것이다. 이번에 개발된 태양로의 규모는 40kWt로서 독일과 스위스 등이 보유하고 있는 태양로와 동일한 용량으로 100% 국내 기술로 개발됐다. 아시아 최초로 개발했다.
2017년 8월 14일, 호주 언론에 따르면 제이 웨더릴 사우스오스트레일리아주(州) 주총리는 미국 업체 솔라 리저브(Solar Reserve)와 남호주주 포트 오거스타 지역에 150㎿ 규모 태양열 발전소 건설 계획을 발표했다. 6억 5000만 호주달러가 투입되는 이번 사업은 태양광선을 모으는 반사경 1만 2000여개를 설치해서, 집광열을 통해 전력을 생산하게 된다. 약 9만여가구가 사용할 수 있는 전력을 생산할 수 있는 규모다. 2020년에 완공될 계획이다.

## 수소경제
문재인 대통령은 수소경제를 강조했다. 태양로는 고온으로 물에서 직접 수소를 생산하는 시설이다. 수소는 물에서 전기분해, 열분해, 개질기를 통한 방식으로 생산할 수 있는데, 태양로는 열분해에 사용되는 설비로, 섭씨 2200도의 온도로 물을 가열시켜, 수소를 분리해낸다. 태양광으로 발전도 하면서, 수소도 생산할 수 있다. 친환경 정책에서 매우 중요한 시설이다.

## 같이 보기
- 우주왕복선 내열 시스템
- 오데이오 태양로
- en:Solar furnace of Uzbekistan
- 집광형 태양광 발전